# استقطاب البلاعم
استقطاب البلاعم (الخلايا البلعمية الكبيرة) عملية تتبنى من خلالها البلاعم منهجيات وظيفية مختلفة استجابةً للإشارات القادمة من بيئتها المكروية. ترتبط هذه القدرة بأدوارها المتعددة في الكائن الحي: تعد خلايا مستفعلة قوية للجهاز المناعي الفطري، وتعتبر مهمة أيضًا في إزالة البقايا الخلوية وتنظيم النمو الجنيني وإصلاح الأنسجة.
بالتصنيف المبسط، قُسم النمط الظاهري للبلاعم إلى مجموعتين: إم 1 (البلاعم المنشطة بالمسار الكلاسيكي) وإم 2 (البلاعم المنشطة بالمسار البديل). استند هذا التصنيف الواسع إلى دراسات أُجريت في المختبر، حيث عولجت البلاعم المزروعة بجزيئات تحفز تحول نمطها الظاهري إلى حالة معينة. بالإضافة إلى التحفيز الكيميائي، أُثبت أن صلابة الركيزة الأساسية التي تنمو عليها البلاعم قد تلعب دورًا في توجيه حالة الاستقطاب والأدوار الوظيفية ونمط الهجرة. قد تنشأ سلسلة متصلة من حالات استقطاب إم 1-إم 2 حتى في حالة عدم وجود السيتوكينات المستقطبة والاختلافات في صلابة الركيزة.
توصف البلاعم إم 1 بأنها من النمط المؤيد للالتهابات، إذ لها دور في الدفاع المباشر للعائل أمام العوامل الممرضة، مثل البلعمة وإفراز السيتوكينات الالتهابية والجزيئات المبيدة للميكروبات. تملك البلاعم إم 2 وظيفة معاكسة تمامًا، تشمل تنظيم مرحلة الشفاء ونهاية الالتهاب وإصلاح الأنسجة التالفة. في وقت لاحق، أظهرت دراسات أكثر شمولية في المختبر وخارج الجسم الحي أن الأنماط الظاهرية للبلاعم أكثر تنوعًا، وتتداخل مع بعضها البعض من حيث التعبير الجيني والوظيفة، ما يكشف أن هذه الحالات الهجينة العديدة تشكل سلسلة متصلة من حالات التنشيط التي تعتمد على البيئة المكروية. بالإضافة إلى ذلك، في الجسم الحي، هناك تنوع كبير في التعبير الجيني بين مجموعات مختلفة من البلاعم النسيجية. لذلك، يعتبر طيف تنشيط البلاعم أوسع نطاقًا، إذ يتضمن مسارًا تنظيميًا معقدًا للاستجابة لعدد كبير من الإشارات المختلفة من البيئة. ما يزال تنوع الأنماط الظاهرية للبلاعم في الجسم الحي غير موصوف بشكل كامل.
يرتبط عدم توازن أنواع البلاعم بعدد من الأمراض المرتبطة بالمناعة. مثلًا، تبين أن زيادة نسبة إم 1/إم 2 مرتبطة بتطور داء الأمعاء الالتهابي والسمنة لدى الفئران. على الجانب الآخر، أوضحت التجارب في المختبر أن البلاعم إم 2 هي الوسيط الأساسي في تليف الأنسجة. ربطت العديد من الدراسات هذه القدرة التليفية لبلاعم إم 2 مع حدوث التصلب الجهازي.

## السلسلة المتصلة من حالات الاستقطاب
ما تزال هناك الكثير من الدراسات اللازمة لمعرفة حالات التنشيط المستقطبة للبلاعم ودورها في الاستجابة المناعية. نظرًا لعدم وجود حاجز واضح بين الأنماط الظاهرية للبلاعم الموصوفة وحقيقة أن الواسمات المعروفة يمكن التعبير عنها بأكثر من واحدة من حالات التنشيط هذه، يستحيل حتى الآن تصنيف الأنواع الفرعية للبلاعم بطريقة صحيحة ودقيقة. لذلك، تعد اختلافاتها عبارة عن سلسلة متصلة من الحالات الوظيفية دون حدود واضحة. بالإضافة إلى ذلك، لوحظ أن حالات البلاعم تتغير خلال الدورة الزمنية للالتهاب والمرض. أضافت مرونة النمط الظاهري للبلاعم إلى الارتباك فيما يتعلق بوجود أنواع فرعية من البلاعم الفردية في الجسم الحي.